# Randzel (Eems)
Der Randzel (Nederlands: De Randsel) is een wadplaat of zandbank bij het Duitse Waddeneiland Borkum, gelegen tussen de Ooster- en de Westereems. De wadplaat maakt deel uit van het Ranzelwatt. Hij bevindt zich naast de vaargeul Randzelgat en wordt doorsneden door het Blindes Ranzelgat. Op de plaat bevinden zich de lichtopstanden Binnenrandzel en Fischerbalje.
De Randzel komt op 16e-eeuwse zeekaarten voor als Ranser, Ransur of Ransondt. De naam komt tevens voor als riviernaam Rensel.en als benaming voor een 16e-eeuwse vaargeul Ranzerdiep (in de monding van het Vlie).  Hij s vermoedelijk afgeleid van een woord *ransil, dat 'stromend water', maar ook 'stagnerend water' kan betekenen. Deze vorm zou ontstaan zijn uit een Oudfries woord rene ('stromen') met de uitgang -ele ('waterloop') Nauw verwant is 16e-eeuws Hoogduits rinnsel 'rivierbed, stroombed', 15e-eeuws rinsel, rintzel 'stremsel'.
Randzel was de nieuwe naam voor het door de Duitse bezetter in 1940 in beslag genomen marineschip Hr.Ms. Eilerts de Haan uit 1921.